# Alexander Robert Charles Dallas
Alexander Robert Charles Dallas (1791-1869) fue un escritor inglés.